# Søgård (by)
 For alternative betydninger, se Søgård. (Se også artikler, som begynder med Søgård)
 Ikke at forveksle med Søgårdlejren.
Søgård er en landsby i Sønderjylland med 303 indbyggere  (2025). Søgård er beliggende ved Store Søgård Sø fem kilometer øst for Kliplev, fem kilometer vest for Kværs 15 kilometer syd for Aabenraa og 15 kilometer nord for Padborg. Landsbyen tilhører Aabenraa Kommune og er beliggende i Region Syddanmark,den hører til Kliplev Sogn.
Den nye motorvej, Sønderborgmotorvejen har fra og tilkørsler ved Søgård, Frakørsel 15 v. Sekundærrute 170